# Roning under sommer-OL 2020 – Toer uden styrmand (herrer)
Herrernes  toer uden styrmand var en rokonkurrence under sommer-OL 2020, der fandt sted den 24. juli - 29. juli 2021 i Sea Forest Waterway i Tokyo Bay zonen.

## Format
Der var i alt kvalificeret 13 mandskaber til konkurrencen, der blev indledt med tre indledende heats med fire eller fem mandskaber i hvert heat. De tre bedste mandskaber fra hvert heat gik til semifinalerne, mens de resterende gik til ét opsamlingsheat. I opsamlingsheatet gik de tre bedste mandskaber videre til semifinalerne. I de to semifinaler gik de tre bedste mandskaber til finalen, mens de resterende seks mandskaber kom i B-finalen og roede om pladserne 7 – 12.

## Kvalifikation
Hver NOC kunne kvalificere én båd i klassen.
| Kvalifikation                            | Dato                           | Vært    | Pladser | Kvalificeret |
| ---------------------------------------- | ------------------------------ | ------- | ------- | --- |
| VM i roning 2019                         | 25. august – 1. september 2019 | Østrig  | 11      | Kroatien · Italien · Spanien · New Zealand · Australien · Frankrig · Serbien · Canada · Sydafrika · Rumænien · Hviderusland |
| Afsluttende kvalifikationsturnering 2020 | 17.–19. maj 2020               | Schweiz | 2       | |
| Total                                    |                                |         | 13      | |

## Tidsplan
Nedenstående tabel viser tidsplanen for afvikling af konkurrencen:
| Dato     | Tid   | Runde          |
| -------- | ----- | -------------- |
| 25. juli | 10:20 | Heat 1         |
| 25. juli | 10:30 | Heat 2         |
| 25. juli | 10:40 | Heat 3         |
| 26. juli | 09:10 | Opsamlingsheat |
| 28. juli | 10:30 | Semifinale 1   |
| 28. juli | 10:40 | Semifinale 2   |
| 30. juli | 09:18 | Finale         |
| 30. juli | 10:20 | B Finale       |

## Resultater

### Heat 1
25. juli 2020 kl. 10:40
| Placering | Bane | Roer                                       | Land      | Tid     | Note |
| --------- | ---- | ------------------------------------------ | --------- | ------- | ---- |
| 1         | 4    | Marius Cozmiuc Ciprian Tudosă              | Rumænien  | 6:33.86 | Q    |
| 2         | 3    | Niki van Sprang Guillaume Krommenhoek      | Holland   | 6:36.42 | Q    |
| 3         | 2    | Martin Mačković Miloš Vasić                | Serbien   | 6:43.18 | Q    |
| 4         | 5    | Jaime Canalejo Pazos Javier García Ordóñez | Spanien   | 6:53.33 | O    |
| 5         | 1    | Luc Daffarn Jake Green                     | Sydafrika | 7:04.03 | O    |

### Heat 2
25. juli 2020 kl. 10:30
| Placering | Bane | Roer                                | Land        | Tid     | Note |
| --------- | ---- | ----------------------------------- | ----------- | ------- | ---- |
| 1         | 3    | Sam Hardy Joshua Hicks              | Australien  | 6:42.74 | Q    |
| 2         | 2    | Giovanni Abagnale Marco di Costanzo | Italien     | 6:48.74 | Q    |
| 3         | 1    | Brook Robertson Stephen Jones       | New Zealand | 6:56.53 | Q    |
| 4         | 4    | Thibaud Turlan Guillaume Turlan     | Frankrig    | 7:09.79 | O    |

### Heat 3
25. juli 2020 kl. 10:40
| Placering | Bane | Roer                             | Land         | Tid     | Note |
| --------- | ---- | -------------------------------- | ------------ | ------- | ---- |
| 1         | 3    | Martin Sinković Valent Sinković  | Kroatien     | 6:32.41 | Q    |
| 2         | 4    | Frederic Vystavel Joachim Sutton | Danmark      | 6:36.93 | Q    |
| 3         | 2    | Kai Langerfeld Conlin McCabe     | Canada       | 6:40.99 | Q    |
| 4         | 1    | Dzmitry Furman Siarhei Valadzko  | Hviderusland | 7:05.65 | O    |

### Opsamlingsheat
26. juli 2020 kl. 09:10
| Placering | Bane | Roer                                       | Land         | Tid     | Note |
| --------- | ---- | ------------------------------------------ | ------------ | ------- | ---- |
| 1         | 2    | Jaime Canalejo Pazos Javier García Ordóñez | Spanien      | 6:47.06 | Q    |
| 2         | 3    | Thibaud Turlan Guillaume Turlan            | Frankrig     | 6:49.19 | Q    |
| 3         | 1    | Dzmitry Furman Siarhei Valadzko            | Hviderusland | 6:52.82 | Q    |
| 4         | 4    | Luc Daffarn Jake Green                     | Sydafrika    | 6:57.01 |      |

### Semifinale 1
28. juli 2020 kl. 10:30
| Placering | Bane | Roer                                       | Land         | Tid     | Note     |
| --------- | ---- | ------------------------------------------ | ------------ | ------- | -------- |
| 1         | 4    | Marius Cozmiuc Ciprian Tudosă              | Rumænien     | 6:13.51 | A-finale |
| 2         | 5    | Frederic Vystavel Joachim Sutton           | Danmark      | 6:14.88 | A-finale |
| 3         | 6    | Jaime Canalejo Pazos Javier García Ordóñez | Spanien      | 6:16.25 | A-finale |
| 4         | 3    | Sam Hardy Joshua Hicks                     | Australien   | 6:19.30 | B-finale |
| 5         | 1    | Dzmitry Furman Siarhei Valadzko            | Hviderusland | 6:30.66 | B-finale |
| 6         | 2    | Brook Robertson Stephen Jones              | New Zealand  | 6:41.46 | B-finale |

### Semifinale 2
| Placering | Bane | Roer                                  | Land     | Tid     | Note      |
| --------- | ---- | ------------------------------------- | -------- | ------- | --------- |
| 1         | 4    | Martin Sinković Valent Sinković       | Kroatien | 6:15.63 | A-finalen |
| 2         | 6    | Martin Mačković Miloš Vasić           | Serbien  | 6:17.47 | A-Finalen |
| 3         | 2    | Kai Langerfeld Conlin McCabe          | Canada   | 6:19.15 | A-finalen |
| 4         | 3    | Niki van Sprang Guillaume Krommenhoek | Holland  | 6:19.57 | B-finalen |
| 5         | 5    | Giovanni Abagnale Vincenzo Abbagnale  | Italien  | 6:20.29 | B-Finale  |
| 6         | 1    | Thibaud Turlan Guillaume Turlan       | Frankrig | 6:52.24 | B-Finale  |

### A-finale
| Placering | Bane | Roer                                       | Land     | Tid     | Noter |
| --------- | ---- | ------------------------------------------ | -------- | ------- | ----- |
| Guld      | 3    | Martin Sinković Valent Sinković            | Kroatien | 6:15.29 |       |
| Sølv      | 4    | Marius Cozmiuc Ciprian Tudosă              | Rumænien | 6:16.58 |       |
| Bronze    | 5    | Frederic Vystavel Joachim Sutton           | Danmark  | 6:19.88 |       |
| 4         | 1    | Kai Langerfeld Conlin McCabe               | Canada   | 6:20.43 |       |
| 5         | 2    | Martin Mačković Miloš Vasić                | Serbien  | 6:22.34 |       |
| 6         | 6    | Jaime Canalejo Pazos Javier García Ordóñez | Spanien  | 6:25.25 |       |

### B-finale
| Placering | Bane | Roer                                  | Land         | Tid     | Noter |
| --------- | ---- | ------------------------------------- | ------------ | ------- | ----- |
| 7         | 4    | Niki van Sprang Guillaume Krommenhoek | Holland      | 6:22.75 |       |
| 8         | 5    | Dzmitry Furman Siarhei Valadzko       | Hviderusland | 6:25.88 |       |
| 9         | 6    | Thibaud Turlan Guillaume Turlan       | Frankrig     | 6:28.01 |       |
| 10        | 3    | Sam Hardy Joshua Hicks                | Australien   | 6:30.20 |       |
| 11        | 2    | Giovanni Abagnale Vincenzo Abbagnale  | Italien      | 6:31.43 |       |
| 12        | 1    | Brook Robertson Stephen Jones         | New Zealand  | 6:38.30 |       |